# The Amazing Mary Jane
The Amazing Mary Jane — ограниченная серия комиксов, состоящая из 6 выпусков, которую в 2019—2020 годах издавала компания Marvel Comics.

## История публикации
Комикс был впервые анонсирован на San Diego Comic-Con; сценаристом выступила Лия Уильямс, а художником — Карлос Гомес. Объявление включало несколько рекламных вариантов обложек Мэри Джейн наряду с другими супергероями. Сюжет комикса является продолжением сюжетов из изданного в то время The Amazing Spider-Man.

## Синопсис
Мэри Джейн Уотсон переезжает в Голливуд, чтобы снять фильм о суперзлодее Мистерио. Режиссёр, не зная о её отношениях с Человеком-пауком, признаётся ей, что на самом деле он Квентин Бек, настоящий Мистерио, использующий суперспособности, чтобы скрыть свою личность. Мэри Джейн доверяет ему и продолжает работу над фильмом, несмотря на попытки Зловещей шестёрки саботировать его.

### Выпуски
| № | Дата выхода     | Оценка на Comic Book Roundup    | Предполагаемый объём продаж (первый месяц) |
| - | --------------- | ------------------------------- | ------------------------------------------ |
| 1 | 23 октября 2019 | 6,9 из 10 на основе 21 рецензии | 116 167, позиция в Северной Америке — 6    |
| 2 | 20 ноября 2019  | 6,4 из 10 на основе 7 рецензий  | 23 886, позиция в Северной Америке — 91    |
| 3 | 11 декабря 2019 | 5,9 из 10 на основе 5 рецензий  | 38 956, позиция в Северной Америке — 43    |
| 4 | 8 января 2020   | 6,5 из 10 на основе 4 рецензий  | 18 527, позиция в Северной Америке — 105   |
| 5 | 19 февраля 2020 | 6,8 из 10 на основе 7 рецензий  | 17 145, позиция в Северной Америке — 106   |
| 6 | 18 марта 2020   | 8,4 из 10 на основе 4 рецензий  | 16 134, позиция в Северной Америке — 111   |

### Сборники
| Название                                       | Дата выхода    | Собранный материал     | ISBN              |
| ---------------------------------------------- | -------------- | ---------------------- | ----------------- |
| Amazing Mary Jane: Down in Flames, Up in Smoke | 22 апреля 2020 | Amazing Mary Jane #1-5 | 978-1-302-92027-2 |

## Отзывы
На сайте Comic Book Roundup серия имеет оценку 6,8 из 10 на основе 48 рецензий. Джесс Шедин из IGN поставил первому выпуску оценку 6,2 из 10 и посчитал, что это «не самое благоприятное начало для первой сольной серии о Мэри Джейн». Рецензент из Newsarama дал первому выпуску 6 баллов из 10 и похвалил Карлоса Гомеса.